# Kursächsische Postmeilensäule Roßwein

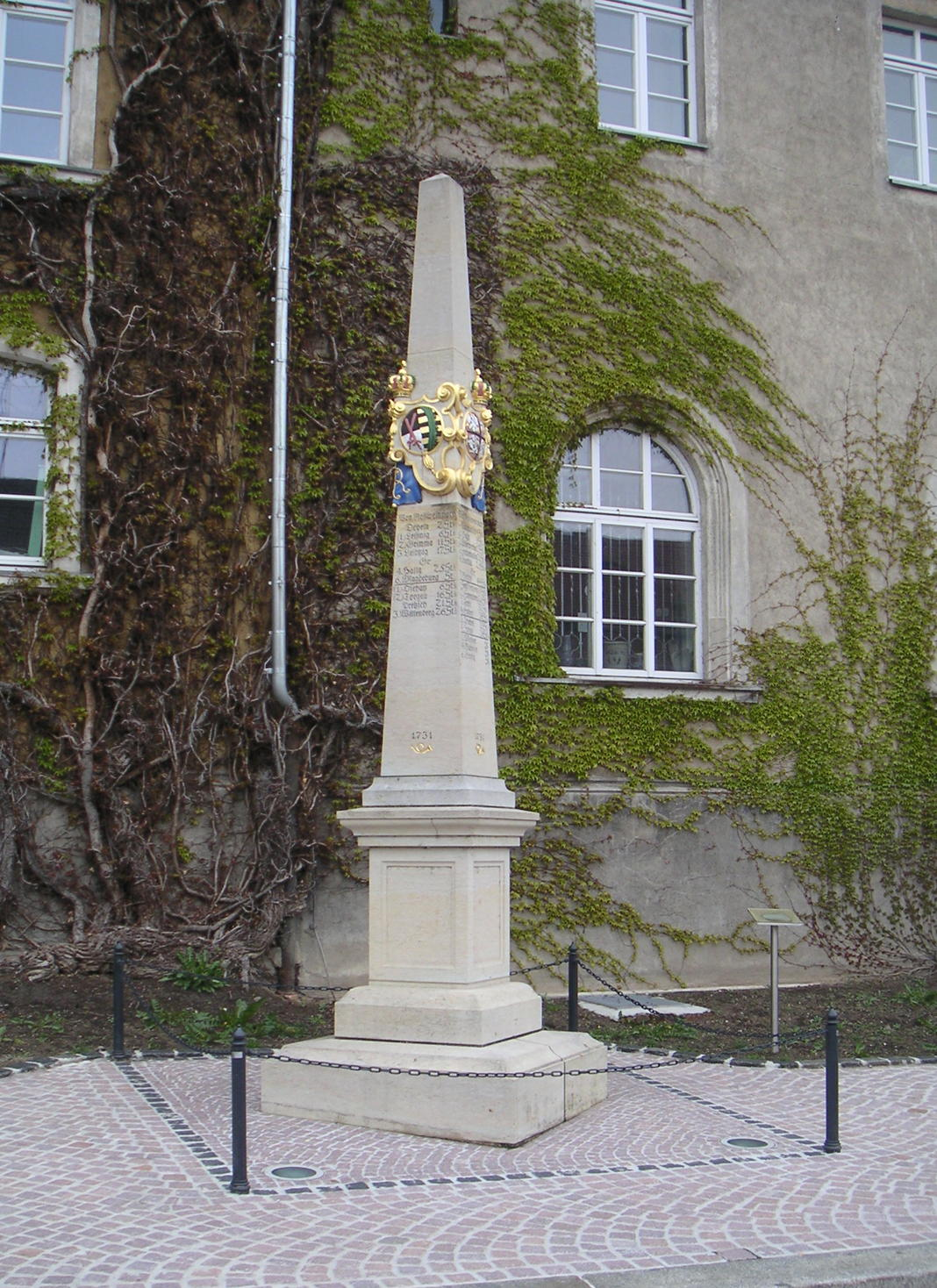
Distanzsäule auf dem Marktplatz

Die kursächsische Postmeilensäule Roßwein gehört zu den Postmeilensäulen, die im Auftrag des Kurfürsten Friedrich August I. von Sachsen durch den Land- und Grenzkommissar Adam Friedrich Zürner in der 1. Hälfte des 18. Jahrhunderts im Kurfürstentum Sachsen errichtet worden sind. Es handelt sich um eine wappengeschmückte Distanzsäule. Sie befindet sich auf dem Marktplatz in der mittelsächsischen Stadt Roßwein im Landkreis Mittelsachsen.

## Geschichte
Die Distanzsäule wurde 1731 auf dem Marktplatz aufgestellt. Sie wurde in Dresden gefertigt und 1862 beim Umbau des Rathauses entfernt. 1994/95 kam ein Reststück der Säule in der Friedhofsmauer wieder zum Vorschein, das sich im Heimatmuseum am Rathaus befindet. 2000 wurde eine Nachbildung der Säule am letzten bekannten Standort aufgestellt, die dem Original, in Zusammenarbeit des örtlichen Heimatvereines mit der Forschungsgruppe Kursächsische Postmeilensäulen e.V., nachempfunden wurde.

## Aufbau
Die Distanzsäule besteht aus sieben Teilen. Sockel, Postament und Postamentbekrönung bilden den Unterbau.
Der Oberbau besteht aus Zwischenplatte, Schaft, Wappenstück und Spitze.